# RP-25
RP-25는 소련제 전투기 Mig-25에 탑재되는 레이더이다.

## 제원
- 이름 : RP-25 Smerch-A
- 소형 전투기 탐지거리 : 47km
- 최대 탐지거리 : 100km
- 탑재기종 : MiG-25

## 같이 보기
- RP-21 (레이다)
- RP-22 (레이다)
- AI.24 Foxhunter